# 响滩子水库
响滩子水库是中国四川省德阳市中江县境内的一座水库，位于妻江支流玉江河上，建于1973年。水库正常库容为1279万立方米，集雨面积为88平方千米，海拔为422米。